# Carlo Janka
Carlo Janka (* 15. října 1986, Obersaxen) je švýcarský alpský lyžař. Jedná se o olympijského vítěze a mistra světa. V sezóně 2009/10 vyhrál celkové hodnocení světového poháru.

## Největší úspěchy

### Olympiáda
- Zimní olympijské hry 2010 ve Vancouveru: 1. místo v obřím slalomu

### Mistrovství světa
- MS v alpském lyžování 2009 ve Val-d'Isère: 1. místo v obřím slalomu
- MS v alpském lyžování 2009 ve Val-d'Isère: 3. místo ve sjezdu

### Světový pohár

#### Celkové hodnocení SP
- 2009/10 – 1. místo
- 2010/11 – 3. místo

#### Celkové hodnocení disciplíny SP
- 2008/09 – 1. místo v kombinaci
- 2009/10 – 2. místo ve sjezdu, obřím slalomu a kombinaci

#### Vítězství v závodě SP
| 13. prosince 2008 | Val-d'Isère            | obří slalom |
| 16. ledna 2009    | Wengen                 | kombinace   |
| 4. prosince 2009  | Beaver Creek           | kombinace   |
| 5. prosince 2009  | Beaver Creek           | sjezd       |
| 6. prosince 2009  | Beaver Creek           | obří slalom |
| 16. ledna 2010    | Wengen                 | sjezd       |
| 10. března 2010   | Garmisch-Partenkirchen | sjezd       |
| 12. března 2010   | Garmisch-Partenkirchen | obří slalom |
| 8. března 2011    | Kranjska Gora          | obří slalom |